# 採紅駿使
採紅駿使（：／ Chaehongjunsa）是朝鮮燕山朝時期，向八道派出以強徵紅粧（美女）與駿馬的朝廷特使。

## 概要
燕山君是朝鮮歷史上罕見的殘暴而淫亂的國王。歷史學家分析這可能與他幼時喪母有關（廢妃尹氏因其暴虐善妒的性格而被成宗下藥賜死）。在他在位期間，因為宮女和京城的妓生已經無法滿足他的欲望，因此他下令組建採紅駿使為他徵收美女美馬。當時的民女不分階級、婚配、懷孕、年紀，只要容貌姣好就會被採紅駿使掠走。許多被掠走的女性甚至有貴族女子、巫堂、尼姑，並強迫她們以酒色雜技服務她們的君主。這些事情讓民間怨恨達天。雖然燕山君下令只要一家有女人入宮，那家的男人就可以免除為朝廷服苦役的義務，不過這也無法平息民怨。
因為採紅駿使掠來的女子太多，王宮裏沒有足夠的宮室來收容，燕山君下令將國立最高教育機關成均館的儒生驅逐出去，並讓這些女子入住。

## 三科
朝廷將這些女子中，侍寢過而得燕山君寵愛的稱為天科興淸，而尚未與燕山君同床的則稱為地科興淸。那些雖然與燕山君同床過，但是卻無法滿足他的女子被稱為半科興淸。

## 領導
- 李季仝（이계동），右贊成，負責全羅道[2]
- 任崇載（임숭재），掌樂院提調，負責忠清道、慶尚道[2]
- 河謹文（하근문），負責濟州[3]

## 官職
- 採青女使，朝廷將士大夫階級未出嫁的少女稱為「青女」[4]
- 體察使
- 從事官
- 巡察使

## 流行文化
2015年時，韓國將這段歷史拍成了情色片《姦臣：色誘天下》。